# Großkampfschiff

Schlachtkreuzer HMS Renown 1920, Gemälde William Lionel Wyllies

Unter einem Großkampfschiff versteht man die größten Kriegsschiffe ab etwa der Wende zum 20. Jh. bis zum Ende des Zweiten Weltkriegs, die dazu vorgesehen waren, mit ihrer starken Artilleriebewaffnung die Seeherrschaft zu erkämpfen. Sie stehen einerseits im Gegensatz zu kleineren Schiffstypen wie Zerstörern, U-Booten und Kreuzern, die sie dabei unterstützen oder Handelskrieg führen sollten, und andererseits zu Flugzeugträgern, die feindliche Schiffe mit ihren Flugzeugen auf große Entfernung angreifen sollen. Außerdem unterscheiden sie sich von den vor allem in der Zeit des Kalten Krieges bedeutenden, mit Atomraketen bewaffneten Atom-U-Booten (SSBN), die die nukleare Abschreckung der Großmächte darstellen. Unter einem Capital Ship werden im Englischen zusätzlich zu den Großkampfschiffen auch Flugzeug- und Hubschrauberträger, besondere Kreuzer und teils auch SSBN verstanden.
Das Grosse Bertelsmann-Lexikon fasst den Begriff etwas enger und versteht unter einem Großkampfschiff eine „nichtamtliche Bezeichnung für die während des Ersten Weltkriegs verwendeten modernen Linienschiffe und Großen Kreuzer“. Dies sind nach den damaligen Begriffen Schlachtschiffe und Schlachtkreuzer.

## Geschichte

### Vorbedingungen
Für die Entwicklung hin zum Großkampfschiff waren mehrere im 19. Jh. erfolgte Innovationen nötig.
Erstens war dies die Dampfmaschine, die ab etwa 1800 als Schiffsantrieb getestet wurde. Eines der ersten dampfgetriebenen Kriegsschiffe war die Raddampffregatte Nemesis von 1839 mit zusätzlicher Besegelung. Im Laufe des 19. Jahrhunderts entwickelte sich der Dampfantrieb von einem reinen Zusatzantrieb zum Hauptantrieb der Schiffe, was die Takelage obsolet machte.
Zweitens erfand um 1827 Josef Ressel die Schiffsschraube. Hiermit war ein Antrieb, der komplett unter der Wasserlinie liegt, möglich. Dies ermöglichte es, den Schiffsantrieb im Gegensatz zu den Schaufelrädern komplett vor dem Beschuss durch Kanonen zu schützen. Das erste große Schiff mit Propellerantrieb war die Great Britain von 1843.
Drittens wurden ab 1819 Sprenggranaten und dafür geeignete Geschütze, später mit gezogenem Lauf, entwickelt. Hierdurch steigerte sich die Feuerkraft der Geschütze dermaßen, dass die bisherigen Holzlinienschiffe dem Beschuss nicht standhalten konnten. So sank etwa in der Seeschlacht von Trafalgar 1805, die mit konventionellen Geschützen gekämpft wurde und einen Tag andauerte, von 60 beteiligten Linienschiffen eines. Demgegenüber wurde in der Seeschlacht bei Sinope 1853, in der Russland Granatkanonen einsetzte, die im Hafen ankernde türkische Flotte größtenteils versenkt und zudem Küstenbatterien zerstört.
Die Situation, dass modern bewaffnete Schiffe nun befestigte Städte an Land gefährden konnten, ohne eine verlustreiche Anlandung von Truppen, führte zur Kanonenbootpolitik. So erzwangen Schwarze Schiffe der USA 1853 eine Öffnung von Japan, Japan wiederum ging später so gegen China bzw. Korea vor.
Viertens entstand als Folge auf diese stärkeren Geschütze eine Rumpfpanzerung aus Eisen und Holz, später aus dafür geeignetem Stahl. Diese wurde im Laufe des Krimkriegs zuerst für schwimmende Batterien, dann ab 1859 auf den hochseetauglichen Schiffen La Gloire und Warrior eingesetzt.
Fünftens entstand aus der Notwendigkeit, eine geringe Anzahl möglichst schwerer Geschütze zu installieren, um die Panzerung durchschlagen zu können, ab 1861 durch die Arbeit des Ingenieurs John Ericsson der drehbare Geschützturm.
Diese fünf Neuerungen wurden erstmals in der 1862 fertiggestellten Monitor vereint, die am 9. März 1862 gegen Virginia (Merrimack) die mit der Schlacht von Hampton Roads die erste Seeschlacht der Geschichte zwischen gepanzerten Schiffen führte. Sie war jedoch nicht hochseetauglich.
In einer fortlaufenden, bis etwa 1890 nicht einheitlichen, Entwicklung wurde versucht, die Eigenschaften Feuerkraft, Panzerschutz, Geschwindigkeit und Hochseetauglichkeit zu kombinieren, wobei zunehmend auf die Takelage zugunsten stärkerer Maschinen verzichtet wurde. Hierbei unterschieden sich die Schiffe teils sehr stark, so entstanden Turm- und Kasemattschiffe.
Zwischenzeitlich wurde in der Seeschlacht von Lissa (1866) von Österreich kurzerhand wieder die antike Rammtaktik angewendet um eine nominell stärkere italienische Mischflotte aus gepanzerten und alten Schiffen zu schlagen.
In zunehmendem Maße musste zudem ein Schutz gegen die ab 1872 aufkommenden flinken Torpedoboote gefunden werden, was einerseits auf Großkampfschiffen durch eine vermehrte Aufstellung kleinerer Geschütze zur Abwehr erfolgte, andererseits durch Geleitschutz mittels Torpedoboot-Zerstörer.
Somit entstand ab 1890 der international relativ einheitliche Typ des Einheitslinienschiffs. Bei diesen handelt es sich um Schiffe, die meist etwa 14.000 ts verdrängten, mit vier Geschützen von 30,5 cm Kaliber, einer Reihe kleinerer Geschütze und Torpedobootabwehrartillerie bewaffnet waren, über schwere Panzerung verfügten und mit Dreifachexpansionsdampfmaschinen etwa 17 Knoten schnell waren. Ihre Größe und Bewaffnung steigerte sich mit den Semi-dreadnoughts bis etwa 1905 auf 18.000 ts Verdrängung und vier 30,5-cm- und zwölf 24-cm-Geschütze. Von ihnen ausgehend führte die Entwicklung zu den Großkampfschiffen. Eine eigene Entwicklungslinie bildeten die Panzerkreuzer.
Es fand nur eine große Schlacht zwischen Einheitslinienschiffen statt, die Seeschlacht von Tsushima 1905.

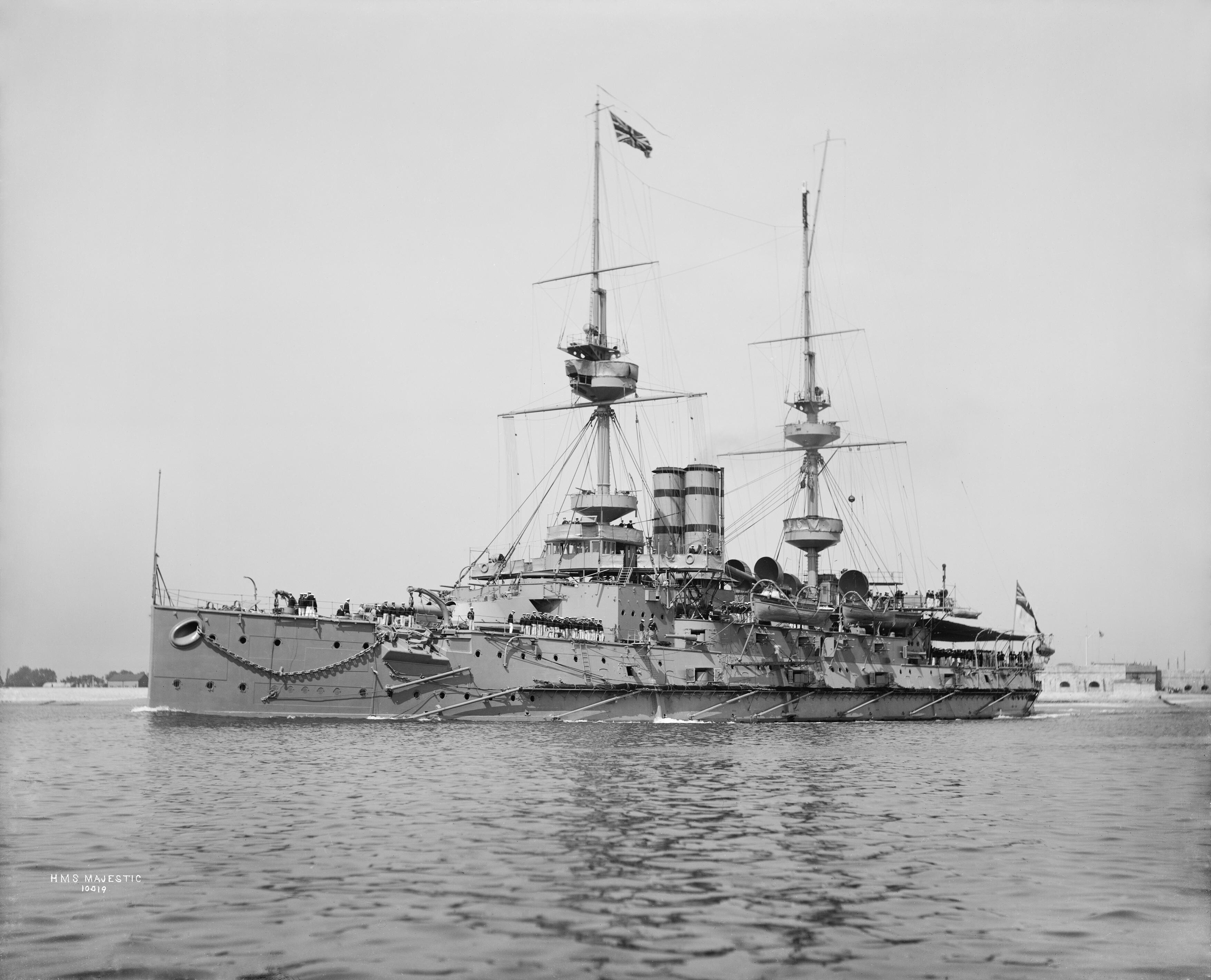
Britisches Einheitslinienschiff HMS Majestic

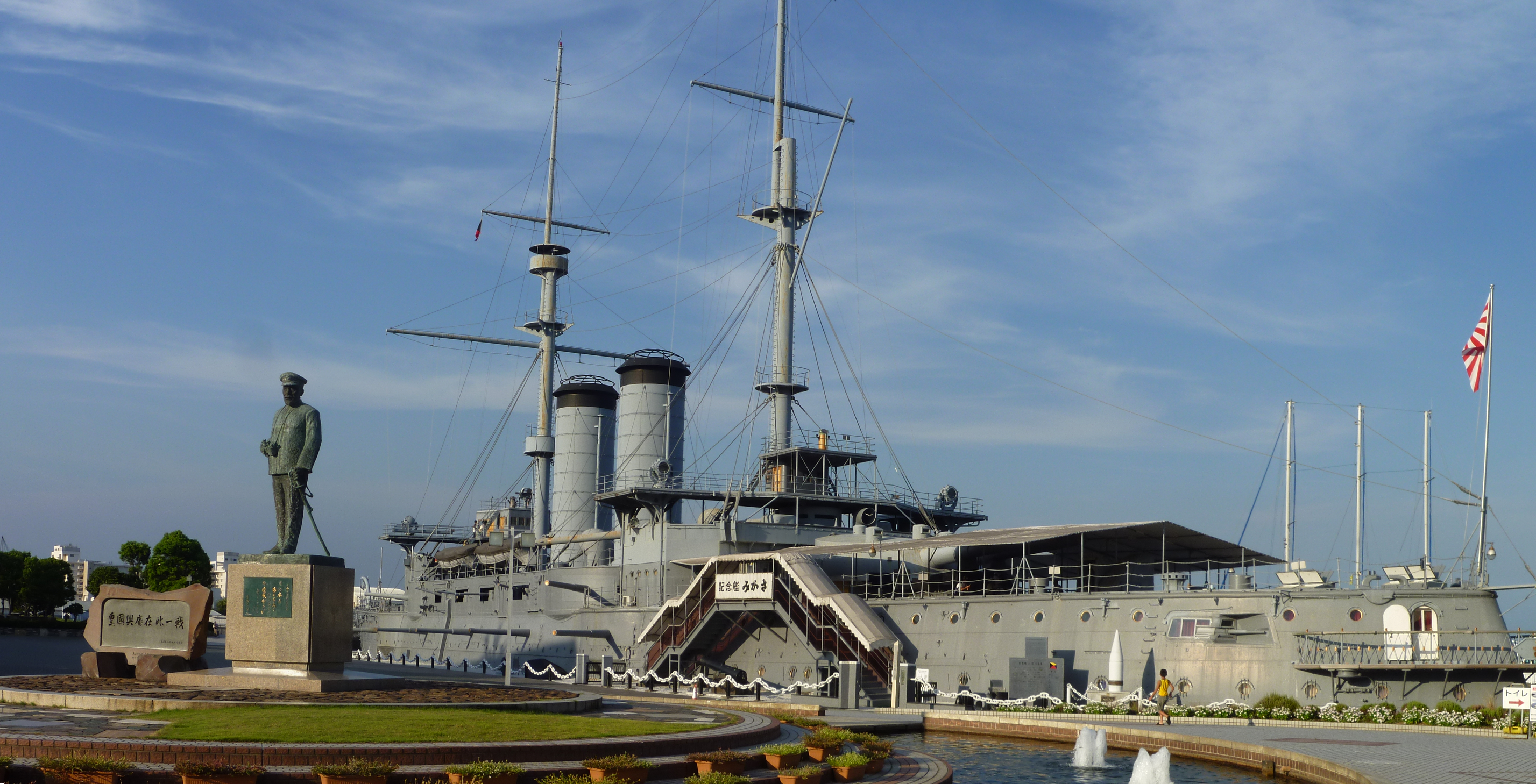
Museumsschiff Mikasa

Bekannte Vertreter dieses Typs waren:
- Majestic-Klasse
- Lord-Nelson-Klasse[2]
- Connecticut-Klasse[2]
- Deutschland-Klasse[2]
- Danton-Klasse[2]
- Andrej-Pervozvannyj-Klasse[2]
- Satsuma-Klasse[2]
- Mikasa (letztes vorhandenes Einheitslinienschiff)[2]

### Erste Großkampfschiffe – Dreadnought und Invincible – Erster Weltkrieg
Um etwa 1903 entstanden Entwürfe für die späteren Großkampfschiffe. Am einflussreichsten war hierbei das „ideal Battleship for the Britisch navy“ Vittorio Cunibertis. Dieser Entwurf sah ein etwa 17.000 ts schweres, mit 24 kn sehr schnelles Schiff vor, das bei schwerer Panzerung mit 12 30,5-cm-Geschützen bewaffnet werden sollte. Der Grund zum Übergang zu einer so hohen Anzahl an 30,5-cm-Geschützen war, dass einerseits die Feuergeschwindigkeit dieses Kalibers erhöht wurde, sodass der Vorteil der kleineren Kaliber um 20 bis 25 cm der Semi-Dreadnoughts nicht mehr sehr groß war, andererseits ihre Reichweite höher war. Erstmals umgesetzt wurden diese Ideen mit der Dreadnought, die 1906 fertiggestellt wurde. Sie verfügte mit zehn 30,5-cm-Geschützen über mehr als doppelt so viele schwere Geschütze wie die bisherigen Einheitslinienschiffe, war ähnlich stark gepanzert und mit über 20 Knoten durch Turbinenantrieb etwas schneller und folglich jedem Einheitslinienschiff überlegen. Ihr wurde die 1908 fertiggestellte Invincible-Klasse zur Seite gestellt, die ähnlich schwer bewaffnet, mit 25 Knoten wesentlich schneller, aber nur sehr leicht gepanzert war. Ihr Auftrag war es einerseits, die Seewege gegen Angriffe schwächerer und langsamerer Panzerkreuzer und Kleiner Kreuzer zu schützen, andererseits, für die Hauptflotte aus Schlachtschiffen die feindliche Flotte auszuspähen und, wenn die Situation günstig ist, anzugreifen.

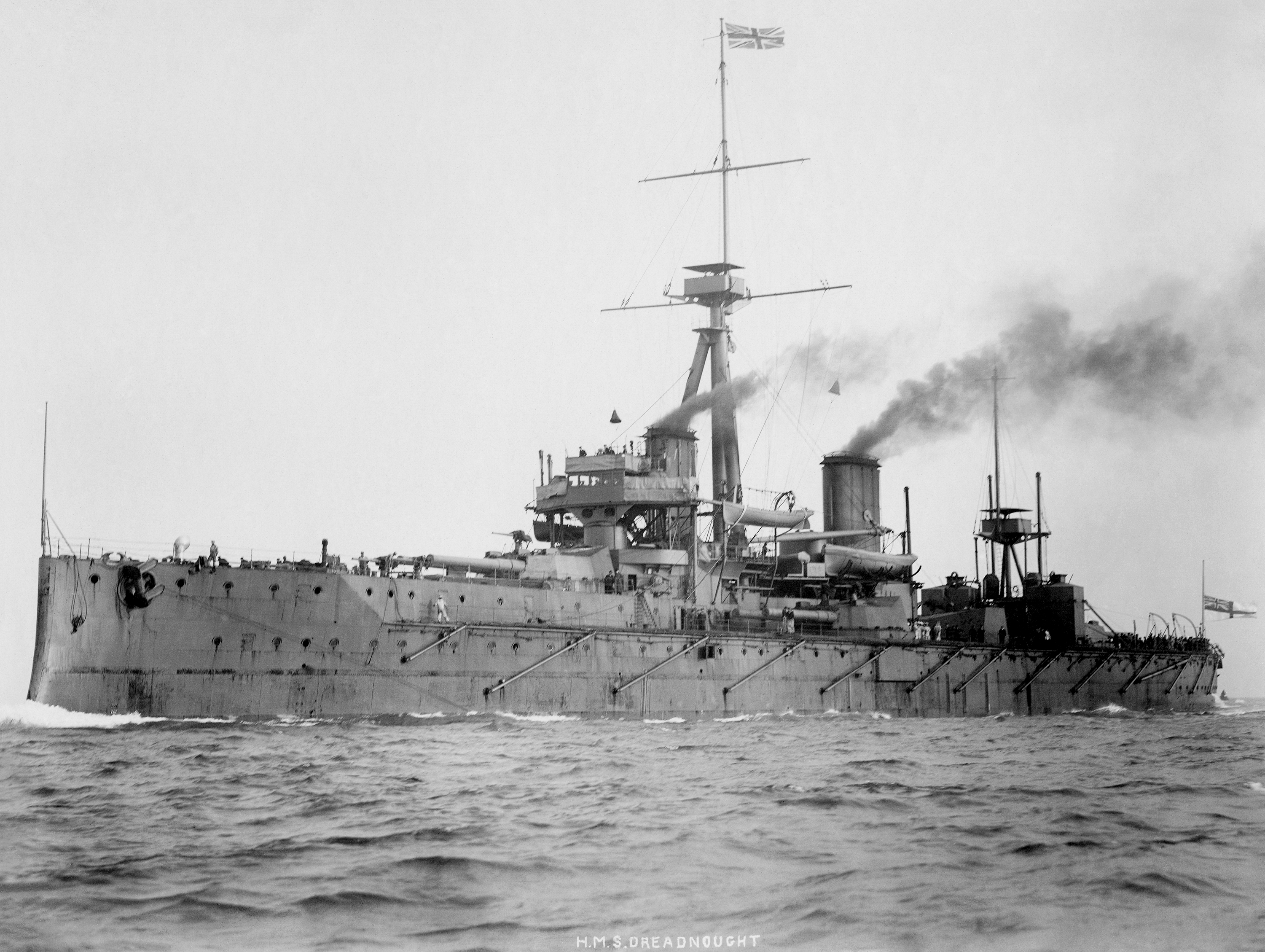
Das Schlachtschiff Dreadnought von 1906 – das erste Großkampfschiff

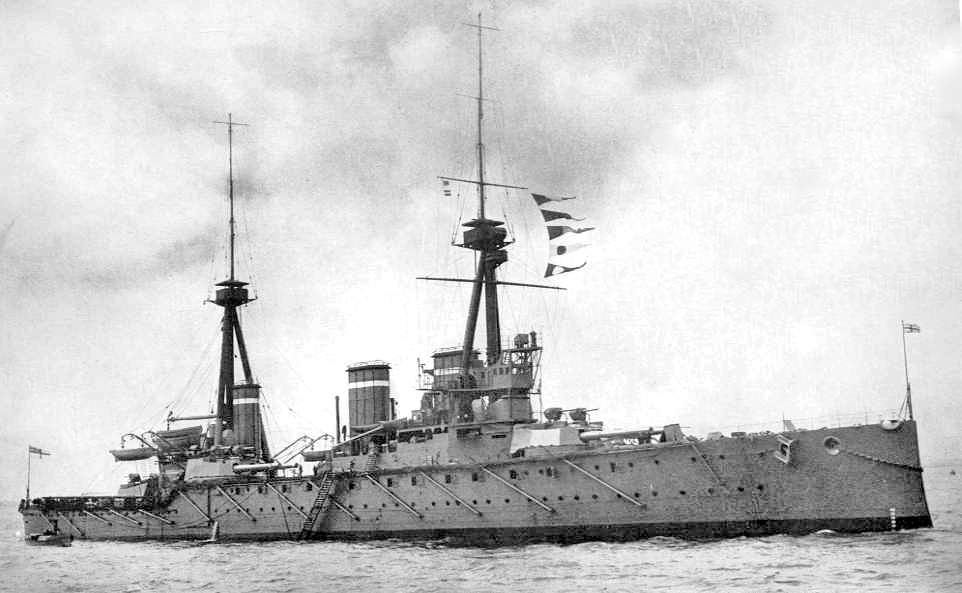
Die Invincible (Stapellauf 1907) – der erste Schlachtkreuzer

Die anderen großen Seemächte sowie kleinere neue wie die ABC-Staaten, Griechenland und das Osmanische Reich begannen ebenfalls, solche Schiffe anzuschaffen. Hierbei entwickelte sich das deutsch-britische Flottenwettrüsten, das unter beiden Typen ausgetragen wurde. Die Entwicklung bis zum Ersten Weltkrieg lief auf eine schnelle Steigerung der Kampfkraft und Größe der Schlachtschiffe und -kreuzer hinaus. War die HMS Dreadnought 1906 noch etwa 19.000 ts schwer, mit zehn 30,5-cm-Geschützen bewaffnet und etwa 20 Knoten schnell, erhöhten sich die Werte bis zur 1912 begonnenen Queen Elizabeth-Klasse auf 33.000 ts, acht 38,1-cm-Geschütze und 24 Knoten. Auch wurde der Unterwasserschutz sukzessive verbessert. Diese Entwicklung lief in den Marinen relativ ähnlich ab, auch wenn unterschiedliche Schwerpunkte gesetzt wurden, in den USA und Deutschland etwa auf schwere Panzerung, in Großbritannien auf höhere Geschwindigkeit und stärkere Bewaffnung. Der Schlachtkreuzer blieb jedoch ein auf die Royal Navy, die Hochseeflotte und die japanische Marine beschränkter Schiffstyp. Teilweise gab es Bestrebungen, die Eigenschaften schwere Panzerung, starke Bewaffnung und hohe Geschwindigkeit in einem Typ, dem Schnellen Schlachtschiff, zu vereinen. Bevorzugte Taktik war es, die Großkampfschiffe in einer Linie einzusetzen und zu versuchen, die feindliche Schlachtlinie mit einem Crossing the T-Manöver zu kreuzen.
Im Ersten Weltkrieg kam es zu nur wenigen Seeschlachten unter Einsatz von Großkampfschiffen. Dies war zuerst das am 8. Dezember 1914 geschlagene Seegefecht bei den Falklandinseln. In diesem versenkten die beiden Schlachtkreuzer Invincible und Inflexible zwei deutsche Panzerkreuzer und erfüllten damit ihre Aufgabe, die Seeverbindungen zu schützen. Die zweite war das Gefecht auf der Doggerbank am 24. Januar 1915, bei dem fünf britische Schlachtkreuzer gegen drei deutsche und den Panzerkreuzer Blücher kämpften. Letztere wurde hierbei versenkt. Die größte war die Skagerrakschlacht vom 31. Mai und 1. Juni 1916. Bei dieser Schlacht zwischen der Grand Fleet und der Hochseeflotte sanken drei britische und ein deutscher Schlachtkreuzer, es konnte dennoch keine Entscheidung herbeigeführt werden. Folglich konzentrierte sich der Seekrieg auf den U-Bootkrieg. Außerdem kam es noch zu einigen kleineren Gefechten unter Beteiligung von Großkampfschiffen, so der Schlacht im Moonsund, in der die Kaiserliche Marine gegen Russische Seestreitkräfte, u. a. zwei Einheitslinienschiffe, und Landbatterien zwei Schlachtschiffe einsetzte, und zwischen Goeben und russischen Streitkräften im Schwarzen Meer. Im gesamten Ersten Weltkrieg gingen elf Großkampfschiffe verloren, davon jedoch nur vier in einer Seeschlacht. Mehrere weitere sanken durch Minen- oder Torpedotreffer sowie innere Explosionen.

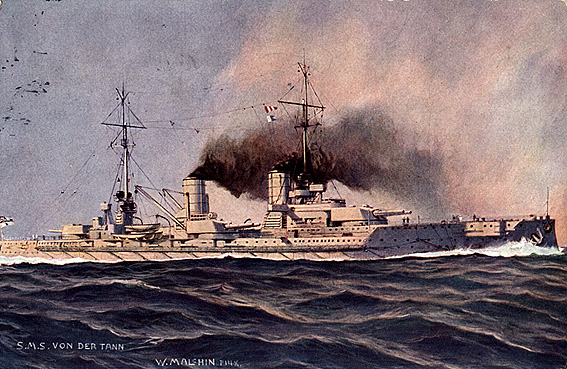
Der Große Kreuzer Von der Tann von 1909 – der erste deutsche Schlachtkreuzer

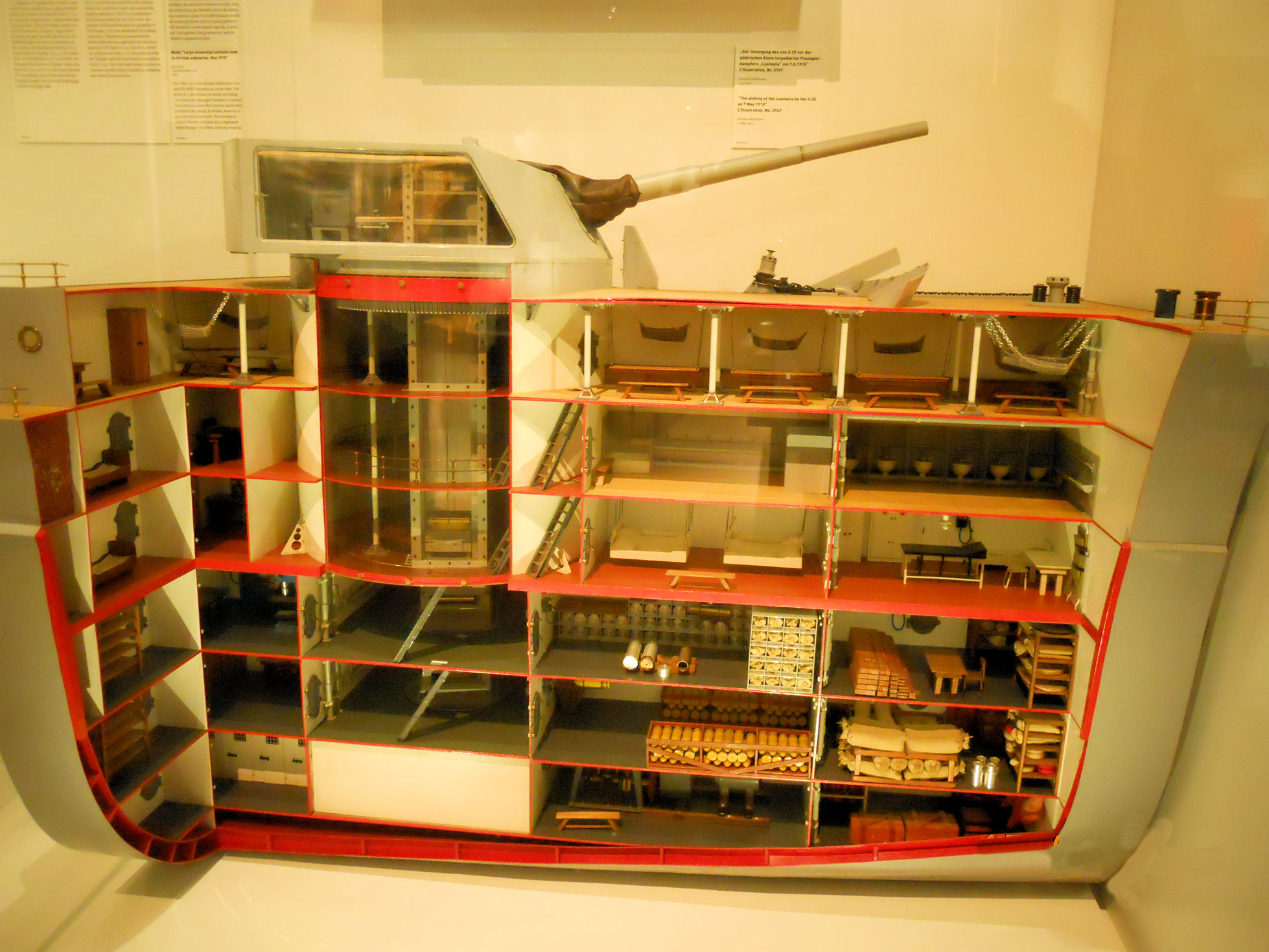
Querschnittansicht eines Großkampfschiffes mit Geschützturm

Während in Europa während des Krieges nur wenige Großkampfschiffe gebaut wurden, bauten die USA und Japan ihre Flotten aus. So gingen sie bei den zwischen 1917 und 1920 begonnenen Schiffen der Colorado- und Nagato-Klasse zum Kaliber 40,6 cm über und steigerten die Größe, Japan auch die Geschwindigkeit, weiterhin. Hiermit setzte Japan den von Großbritannien begonnenen Weg zum schnellen Schlachtschiff fort.
Nach dem Ersten Weltkrieg waren noch drei große Seemächte verblieben. Österreich-Ungarn ist zerfallen, Russland war im Bürgerkrieg, das Deutsche Reich durch den Versailler Vertrag nicht in der Lage, Schiffe mit Bewaffnung über 28 cm Kaliber und mehr als 10.000 ts Verdrängung zu bauen, Frankreich und Italien finanziell nicht in der Lage, weitere Großkampfschiffe zu bauen.
Bekannte Vertreter bis zum Ersten Weltkrieg und dem Washingtoner Flottenabkommen waren:
- Dreadnought[2]
- Invincible-Klasse[2]
- Queen-Elizabeth-Klasse[2]
- Hood[2]
- South-Carolina-Klasse[2]
- Colorado-Klasse[2]
- Lexington-Klasse[2]
- Courbet-Klasse[2]
- Dante Alighieri[2]
- Moltke-Klasse[2]
- König-Klasse[2]
- Bayern-Klasse[2]
- Gangut-Klasse[2]
- Nagato-Klasse[2]

### Washingtoner Flottenabkommen
Bis zum Washingtoner Flottenabkommen wurden über 100 Großkampfschiffe gebaut. Folglich wurden in den USA, Japan und Großbritannien nochmals größere Schlachtschiffe und -kreuzer mit Bewaffnung einem Kaliber von bis zu 45,7 cm entworfen. Von diesen Schiffen wurden jedoch keine verwirklicht. Dies liegt daran, dass diese drei Staaten, Frankreich und Italien 1922 bis 1923 das Washingtoner Flottenabkommen abgeschlossen haben, um ein neues teures Wettrüsten zu verhindern. Es sah eine Baupause für Großkampfschiffe für 10 Jahre sowie eine Beschränkung von Neubauten auf eine Größe bis 35.000 ts und eine Bewaffnung mit höchstens 40,6-cm-Geschützen vor. Neue Schiffe durften nur als Ersatz für mehr als 20 Jahre alte gebaut werden. Zudem war vorgesehen, eine Reihe von Schiffen bis zu bestimmten Tonnagegrenzen außer Dienst zu stellen, sie wurden entweder abgewrackt oder zu Schulschiffen umgebaut. Zuletzt enthielt er einige Regeln, die es einerseits Großbritannien erlaubten, zwei neue Schlachtschiffe zu bauen, andererseits, nicht fertiggestellte Großkampfschiffe als Flugzeugträger fertigzustellen. Dies geschah etwa mit der US-amerikanischen Lexington und Saratoga, den ersten als Schlachtkreuzer begonnenen amerikanischen Schiffen, der japanischen Kaga und der französischen Béarn.

### Großkampfschiffe unter den Vertragsbedingungen
Folglich wurde in den zwanziger Jahren nur die britische Nelson-Klasse gebaut. Bei ihnen handelte es sich um klassische, langsame Schlachtschiffe. Die Royal Navy setzte also ihren mit der Queen Elizabeth-Klasse begonnenen, von Japan fortgesetzten Kurs zum schnellen Schlachtschiff nicht fort. Demgegenüber wurden die meisten noch vorhandenen Großkampfschiffe teils stark modernisiert. Hierbei wurde meist die Geschwindigkeit erhöht, die Feuerleitung und der Unterwasserschutz verbessert und die Flugabwehr verstärkt.
1930 wurde die Baupause bis 1936 mit dem Londoner Flottenvertrag verlängert. Hier entschied sich Frankreich, eine Klasse von zwei schnellen Schlachtschiffen, Dunkerque und Strasbourg, zu bauen. Diese Schiffe waren als Reaktion für die ab 1929 begonnenen Panzerschiffe der Deutschland-Klasse vorgesehen, deshalb mit acht 33-cm-Geschützen eher schwach bewaffnet, aber ausreichend gepanzert und schnell. Folglich wurden zwischen 1923 und Mitte der 30er Jahre nur vier neue Schlachtschiffe und drei Panzerschiffe gebaut.
Nach 1936 begann eine neue Phase des Großkampfschiffbaus, in welcher alle neuen Großkampfschiffe als schnelle Schlachtschiffe mit Geschwindigkeiten zwischen 27 und 33 Knoten gebaut wurden. In dieser war es den Seemächten vertraglich gestattet, Schiffe als Ersatz für 20 Jahre alte zu bauen. Auch Deutschland konnte als Folge des deutsch-britischen Flottenabkommens vom 18. Juni 1935 wieder in den Bau einsteigen, auch wenn bereits Anfang 1935 die Schlachtschiffe Scharnhorst und Gneisenau illegal begonnen wurden.
Folglich entstanden zudem in den USA die Schiffe der North Carolina- und South-Dakota-Klasse unter der Spezifikation einer Verdrängung von 35.000 ts und einer Bewaffnung aus 40,6-cm-Geschützen. Zu dieser Zeit kamen auch Radaranlagen auf.
Da Japan aus den Flottenverträgen ausgestiegen ist, stieg die zulässige Verdrängung auf 45.000 ts an. Somit entstanden ab etwa 1937 Entwürfe für Schiffe dieser Größe, wobei sie tatsächlich teils deutlich überschritten wurde. Somit wurden bis zum Ausbruch des Zweiten Weltkriegs die King-George-V-, Littorio-, Richelieu-, Bismarck- und Iowa-Klasse begonnen, während Japan die etwa 65.000 ts schwere, 27 Knoten schnelle und mit 45,7-cm-Geschützen bewaffnete Yamato-Klasse baute. In dieser Bauphase wurden insgesamt 33 Großkampfschiffe, mit Ausnahme der US-amerikanischen Großen Kreuzer der Alaska-Klasse sämtlich schnelle Schlachtschiffe gebaut, wobei das letzte durch kriegsbedingte Verzögerungen erst 1946 fertiggestellt wurde.

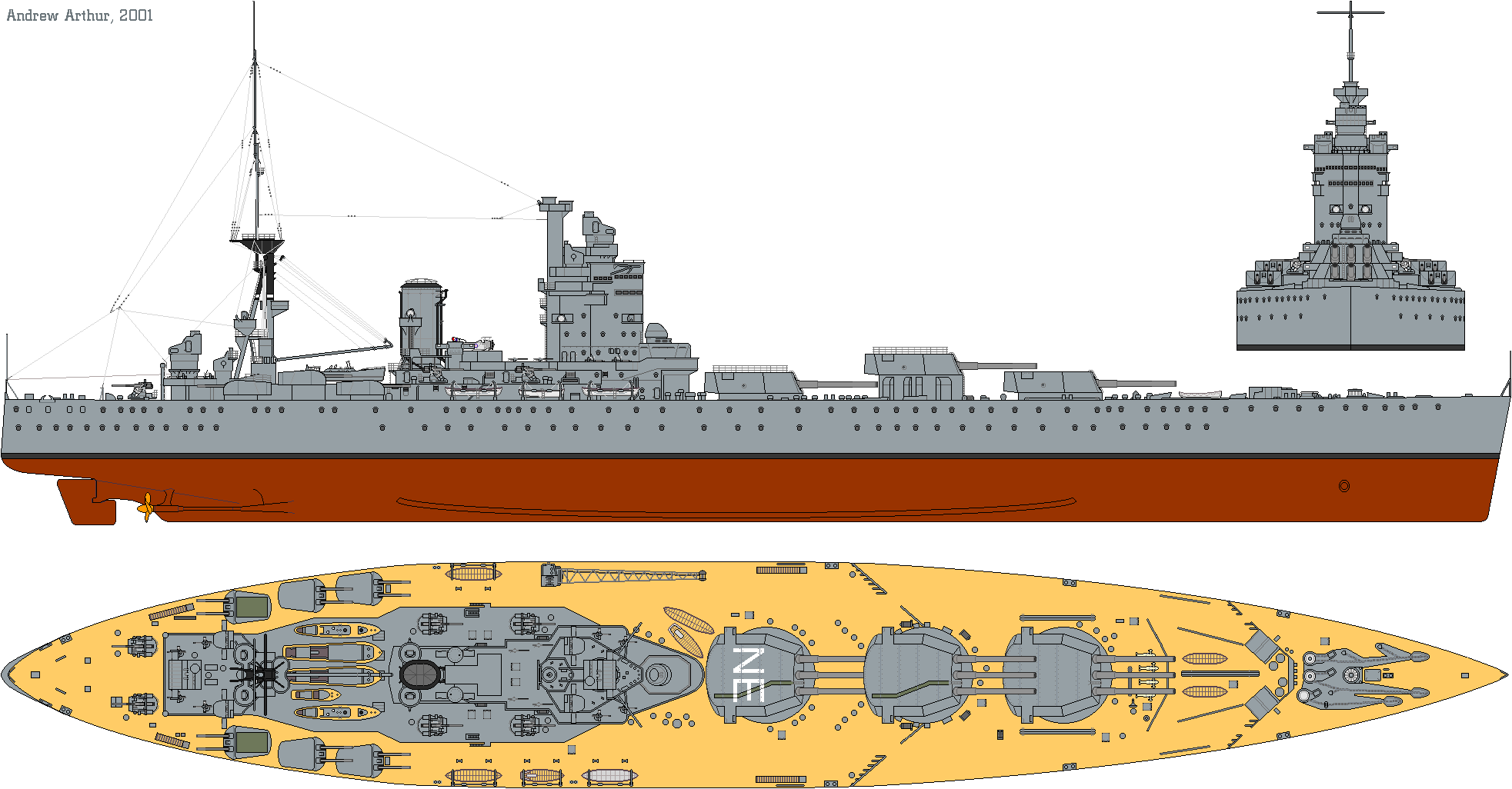
HMS Nelson, gut zu erkennen die gesamte Hauptbewaffnung am Bug

Bekannte Vertreter dieser Zeit waren:
- Nelson-Klasse[2]
- Dunkerque-Klasse[2]
- Deutschland-Klasse (Panzerschiffe)[2]
- Scharnhorst-Klasse[2]

Sowie die erst im oder nach dem Zweiten Weltkrieg fertiggestellten:

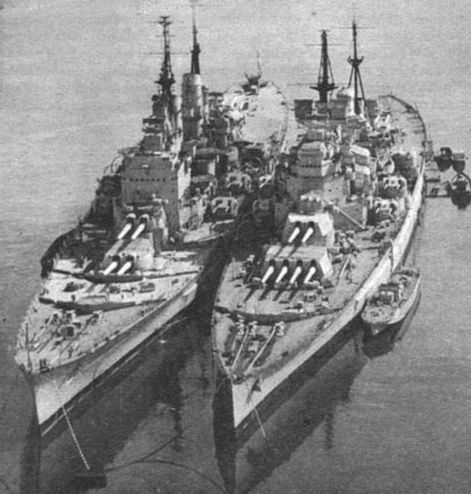
HMS Vanguard (links) neben HMS Howe

- King George V-Klasse[2]
- Vanguard[2]
- North Carolina-Klasse[2]
- South Dakota-Klasse[2]
- Iowa-Klasse[2]
- Alaska-Klasse[2]
- Richelieu-Klasse[2]
- Littorio-Klasse[2]
- Yamato-Klasse[2]

### Zweiter Weltkrieg
Nach dem Ausbruch des Zweiten Weltkriegs entstanden Pläne für noch größere und stärkere, an keine Verträge gebundene Schiffe, die nicht umgesetzt wurden. Stattdessen wurde auf geplante Schlachtschiffe zugunsten des Baus von Flugzeugträgern verzichtet, die bereits begonnene Shinano wurde als Flugzeugträger fertig gebaut.
Dies geschah, da der Zweite Weltkrieg zeigte, dass die Großkampfschiffe ihre strategische Bedeutung, die Seeherrschaft durch die Versenkung feindlicher Flotten zu erkämpfen, an die Flugzeugträger verloren haben. Dennoch stieg die Kampfkraft teils durch die Verwendung radargestützer Feuerleitung weiter an, was etwa die Versenkung der Kirishima in einem Nachtgefecht ermöglichte. Auch die Flugabwehrbatterien wurden zusätzlich verstärkt. Sie wurden stattdessen in der Atlantikschlacht zum Handelskrieg und zur Jagd auf Handelskrieg führende Schiffe sowie, z. B. Tirpitz, als Präsenzflotte eingesetzt. Im Pazifikkrieg konzentrierte sich ihr Einsatz auf den Geleitschutz von Flugzeugträgern und die Beschießung feindlicher Stellungen, etwa auf Guadalcanal und Okinawa. Folglich kam es nur zu wenigen Gefechten zwischen Großkampfschiffen, so z. B. am 9. April 1940 zwischen Scharnhorst, Gneisenau und Renown, am 24. Mai 1941 zwischen Hood, Prince of Wales und Bismarck sowie Prinz Eugen und am 15. November 1942 in der Schlacht von Savo Island zwischen Washington, South Dakota und Kirishima. Hierbei wurden Hood und Kirishima versenkt. Die einzige große Seeschlacht zwischen Großkampfschiffen des Zweiten Weltkriegs fand am 25. Oktober 1944 in der Surigao-Straße statt.

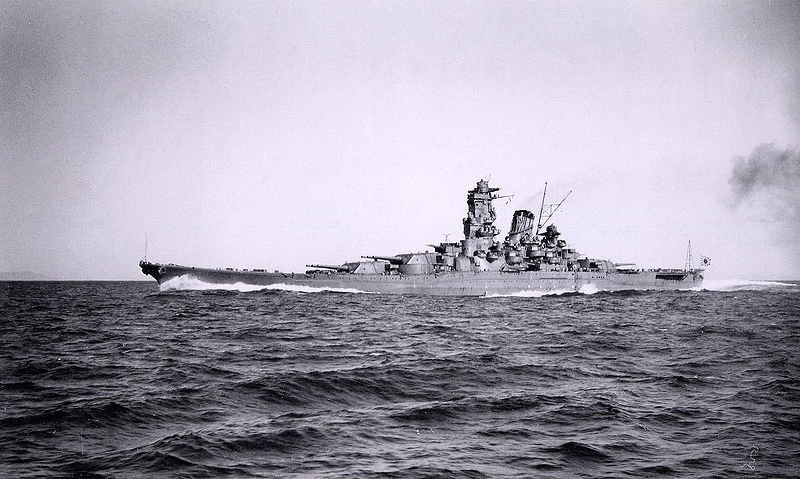
Yamato, größtes Schlachtschiff der Geschichte

Die meisten versenkten Großkampfschiffe fielen stattdessen land- und seegestützten Luftangriffen zum Opfer, so z. B. Prince of Wales, Repulse, Yamato, Musashi und mehrere Schlachtschiffe beim Angriff auf Pearl Harbour. Auch die Bedeutung der U-Boote, die den größten Teil des Handelskrieges führten und mehrere Großkampfschiffe, etwa am 14. Oktober 1939 Royal Oak und am 21. November 1944 Kongō, versenkten, nahm weiter zu. Insgesamt sanken im Zweiten Weltkrieg 30 Großkampfschiffe, von denen die meisten durch schwere Bombentreffer zerstört wurden.
Somit verblieb den Großkampfschiffen die Rolle des Geleitschutzes von Flugzeugträgern und die Küstenbeschießungen.

### Zeit nach dem Zweiten Weltkrieg
Nach dem Zweiten Weltkrieg wurden noch zwei Schlachtschiffe, Vanguard und Jean Bart, fertiggestellt, die meisten jedoch schnell außer Dienst gestellt und abgewrackt oder als Museumsschiffe eingesetzt.
Einzige Ausnahme war die US-amerikanische Iowa-Klasse, von denen zwei lange in Reserve gehalten und zum Einsatz von Tomahawk-Marschflugkörpern aufgerüstet wurden, aber 2006 außer Dienst gestellt und in eine Art Dauer-Reserve gesetzt wurden. Zuletzt wurden sie 1991 im Zweiten Golfkrieg für Küstenbeschießungen eingesetzt. Hierbei ereignete sich am 28. März 1991 mit einer Küstenbeschießung durch die Wisconsin die bisher letzte Kampfhandlung eines Großkampfschiffs.

## Besondere Varianten
Neben den beschriebenen Schlachtschiffen, Schlachtkreuzern und schnellen Schlachtschiffen entstanden drei besondere Baureihen für spezielle Einsatzspektren.

### Courageous-Klasse

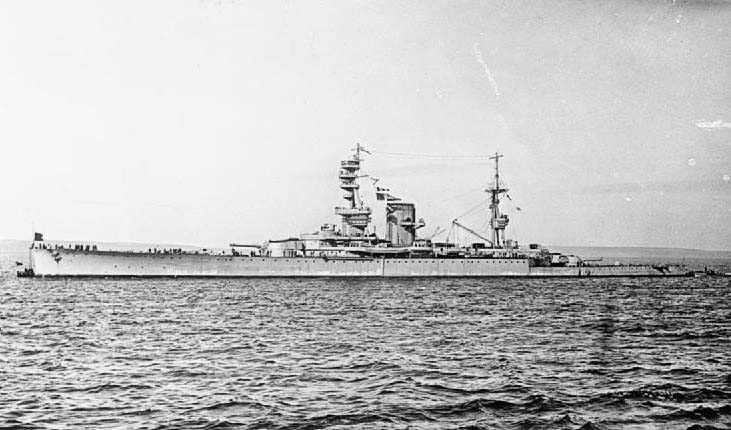
HMS Courageous im Zustand vor dem Umbau

Dies waren zuerst die britischen Kreuzer der Courageous-Klasse von 1917. Diese umfasste die drei großen leichten Schiffe Courageous sowie Glorious, mit vier 38,1-cm-Geschützen, und die Furious, mit zwei 45,7-cm-Geschützen, die eine im Ersten Weltkrieg geplante russische Landung an der deutschen Ostseeküste unterstützen sollten. Deshalb sollten sie schnell und schwer bewaffnet sein und einen geringen Tiefgang haben. Für eine Seeschlacht waren sie aufgrund der schwachen Panzerung nicht geeignet und wurden nach dem Ersten Weltkrieg zu Flugzeugträgern umgebaut.

### Deutschland-Klasse

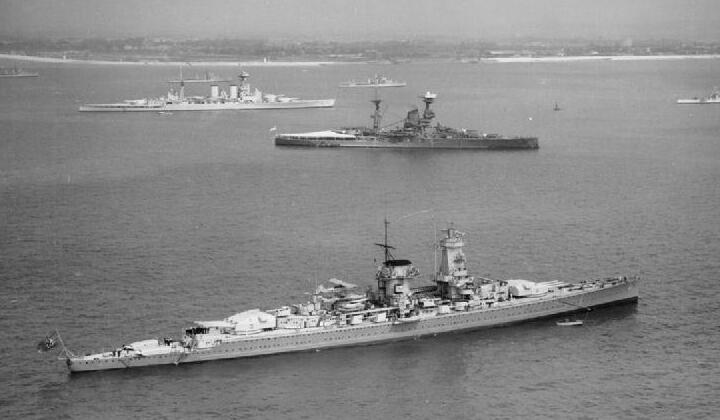
Admiral Graf Spee in Spithead 1937, im Hintergrund mit zwei Schornsteinen HMS Hood

Die zweite war die Deutschland-Klasse von 1933, die unter den Bedingungen des Versailler Vertrages, jedoch zu groß, gebaut wurde. Sie war eher eine Klasse von Kreuzern mit sehr schwerer Bewaffnung, hoher Geschwindigkeit, großer Fahrstrecke und kreuzerartiger Panzerung. Sie sollten im Atlantik in einem möglichen Krieg gegen Frankreich Handelskrieg führen und hierbei von Kreuzern nicht besiegt und von Schlachtschiffen nicht verfolgt werden können. Die Admiral Graf Spee wurde 1939 in der Mündung des Rio de la Plata von drei britischen Kreuzern so schwer beschädigt, dass sie später selbst versenkt wurde. Die beiden anderen Schiffe Deutschland und Admiral Scheer wurden kurz vor Kriegsende bei Luftangriffen schwer beschädigt und danach abgewrackt.

### Alaska-Klasse

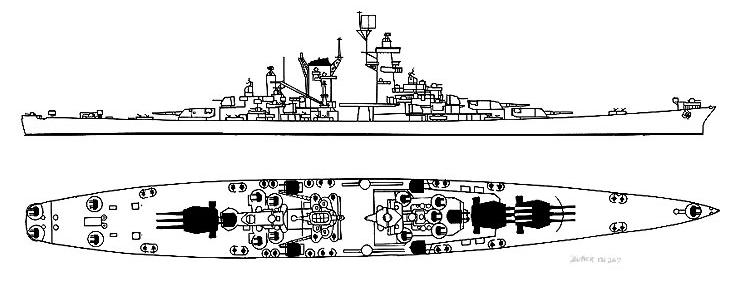
Riss der Alaska-Klasse im Ausrüstungszustand von etwa 1945

Die dritte war die US-amerikanische Alaska-Klasse. Diese waren als schnelle und schwer bewaffnete, sehr große Kreuzer vorgesehen. Sie wurden ab 1944 zur Bekämpfung japanischer Schwerer Kreuzer gebaut, dann jedoch als Flugzeugträgerschutz eingesetzt und 1961 verschrottet.

## Situation heute
Es existieren noch sieben Großkampfschiffe, die als Museumsschiff besichtigt werden können. Ein weiteres ist als Wrack zu besichtigen.
- North Carolina in Wilmington, North Carolina
- Massachusetts in Fall River, Massachusetts
- Alabama in Mobile, Alabama
- Iowa in Port of Los Angeles, Kalifornien
- New Jersey in Camden, New Jersey
- Missouri in Pearl Harbor, Hawaii
- Wisconsin in Norfolk, Virginia (nur Wetterdeck zu besichtigen)
- Arizona in Pearl Harbor, Hawaii (Wrack besichtigbar als USS Arizona Memorial)

Zudem können der Panzerkreuzer Georgios Averoff im Schiffsmuseum Trokadero Marina im Hafen von Paleo Faliro, einer Vorstadt Athens, und das Einheitslinienschiff Mikasa in Yokosuka an der Mündung der Bucht von Tokio besichtigt werden.